# Pseudoclausia turkestanica
Pseudoclausia turkestanica är en korsblommig växtart som först beskrevs av Vladimir Ippolitovich Lipsky, och fick sitt nu gällande namn av A.N. Vassiljeva. Pseudoclausia turkestanica ingår i släktet Pseudoclausia och familjen korsblommiga växter. Inga underarter finns listade i Catalogue of Life.